# Stars (альбом Шер)
Stars — двенадцатый студийный альбом американской певицы и актрисы Шер, выпущенный в апреле 1975 года на лейбле Warner Bros. Records. Диск, состоящий из кавер-версий песен других исполнителей, стал первым в ряду коммерческих провалов Шер в 1970-х, не попав в топ-100 национального хит-парада США.

## Об альбоме
Stars был выпущен 19 апреля 1975 года. Пластинка получила хорошие отзывы критиков, но её продажи были гораздо ниже ожиданий, несмотря на промоушен. Это был первый альбом, выпущенный на Warner Bros. Records и спродюсированный Джимми Уэббом. Он также стал первым для Шер, записанным без влияния Сонни Боно. Они подали на развод в феврале 1974-го. В это время Шер встречалась с продюсером Дэвидом Геффеном, который помог ей освободится от её договора с Сонни Боно о том, что она должна работать только на компанию Cher Enterprises, которой он управлял. Геффен же помог ей заключить контракт с Warner Bros. Records на 2,5 млн долларов. В конце 1974 — начале 1975 года она вновь сотрудничала с Филом Спектором для записи тестового сингла на Warner-Spector Records, специальном отделении Warner Bros. Records. В результате в 1974-м вышли синглы «A Woman’s Story» и кавер-версия песни The Ronettes «Baby, I Love You». Песни получили хорошие отзывы, но успеха не имели. Так как Спектор использовал дорогое для студии время и, по-мнению лейбла, его стиль был слишком старомоден для 1975-го, альбом со Спектором был в конечном счёте отложен и Шер вернулась к записи Stars с Джимми Уэббом.
В рамках промокампании был выпущено единственный сингл: «Geronimo’s Cadillac» (с «These Days» Джексона Брауна на стороне «Б»). Он провалился, не попав в сингловые чарты. Шер также выступила на «Шоу Кэрол Бернетт» и «Шоу Флипа Уилсона», где она исполнила «Love Hurts», «Just This One Time» и «Geronimo’s Cadillac».
Альбом никогда не издавался на компакт-диске или iTunes Store, так как Шер обладает мастер-лентами и полными правами на эту запись и Warner Bros. Records не имеют права переиздавать его.
С 16 июля 2021 года песни альбома стали доступны к прослушиванию в отреставрированном и ремастированном виде на официальном YouTube-канале певицы.

## Список композиций
| №  | Название             | Автор(ы)      | Оригинальный исполнитель | Длительность |
| -- | -------------------- | ------------- | ------------------------ | ------------ |
| 1. | «Love Enough»        | Тим Мур       | Тим Мур                  | 3:11         |
| 2. | «Bell Bottom Blues»  | Эрик Клэптон  | Derek and the Dominos    | 4:11         |
| 3. | «These Days»         | Джексон Браун | Нико                     | 4:11         |
| 4. | «Mr. Soul»           | Нил Янг       | Buffalo Springfield      | 3:05         |
| 5. | «Just This One Time» | Джимми Уэбб   | Джимми Уэбб              | 4:50         |

| №  | Название                                     | Автор(ы)                          | Оригинальный исполнитель | Длительность |
| -- | -------------------------------------------- | --------------------------------- | ------------------------ | ------------ |
| 1. | «Geronimo’s Cadillac»                        | Майкл Мартин Мёрфи, Чарльз Куарто | Майкл Мартин Мёрфи       | 3:00         |
| 2. | «The Harder They Come, the Harder They Fall» | Джимми Клифф                      | Джимми Клифф             | 3:30         |
| 3. | «Love Hurts»                                 | Будло Брайант                     | The Everly Brothers      | 4:02         |
| 4. | «Rock and Roll Doctor»                       | Лоуэлл Джордж, Фред Мартин        | Little Feat              | 3:12         |
| 5. | «Stars»                                      | Дженис Йен                        | Дженис Йен               | 5:17         |

## Над альбомом работали
Список составлен в соответствии с информацией базы данных Discogs.

| Музыканты: - Шер — вокал, бэк-вокал - Арт Мансон — гитара - Дэвид Коэн — гитара - Деннис Будимир — гитарные соло - Фред Такетт — гитарные соло, перкуссия, аранжировки духовых инструментов - Джесси Эд Дэвис — гитарные соло - Джефф Бакстер — стил-гитара - Рэд Родес — стил-гитара - Колин Камерон — бас-гитара - Джимми Уэбб — клавишные - Джо Сэмпл — клавишные - Ларри Кнехтель — клавишные - Гэри Маллабер — ударные - Хэл Блейн — ударные - Харви Мейсон — ударные - Джефф Поркаро — ударные - Джеймс Бек Гордон — ударные - Джим Келтнер — ударные - Пэт Мерфи — перкуссия - Роберт Гринидж — стальной барабан | Музыканты (продолжение): - Клайди Кинг — бэк-вокал - Эдна Райт — бэк-вокал - Херб Педерсен — бэк-вокал - Шерли Мэттьюс — бэк-вокал - Сьюзан Уэбб — бэк-вокал - Джеральд Гарретт — басовый бэк-вокал - Арт Депью — духовые инструменты - Лью МакКрири — духовые инструменты - Винсент ДеРоса — духовые инструменты - Уильям Петерсон — духовые инструменты - Эйб Мост — деревянные духовые инструменты - Бадди Коллетт — деревянные духовые инструменты - Дональд Эшворт — деревянные духовые инструменты - Джон Ротелла — деревянные духовые инструменты - Скип Мошер — сольные партии на деревянных духовых инструментах - Ван Дайк Паркс — аранжировки стального барабана - Сидней Шарп — концертмейстер Технический персонал: - Джимми Уэбб — музыкальный продюсер, аранжировщик - Джон Хейни — запись и микширование - Гэри Уэбб — аранжировщик - Билл Кинг — фото для лицевой стороны конверта пластинки - Норман Сифф — фото для тыльной стороны конверта пластинки |

## Позиции в хит-парадах
Еженедельные чарты:
| Хит-парад (1975)               | Высшая позиция | Пребывание в чарте |
| ------------------------------ | -------------- | ------------------ |
| Австралия (Kent Music Report)  | 100            | нет данных         |
| США (Billboard Top LPs & Tape) | 153            | 7 недель           |